# Derolus vastus
Derolus vastus là một loài bọ cánh cứng trong họ Cerambycidae.